# Enfant de la jungle
Pour les articles homonymes, voir Running Wild.
Enfant de la jungle (Running Wild) est un roman de Michael Morpurgo destiné à un public de pré-adolescents ou d'adolescents, publié pour la première fois à Londres en 2009.
Traduit en français par Diane Ménard, il a été publié en 2010 par les éditions Gallimard Jeunesse.

## Personnages principaux
- Will
- Oona l'éléphante
- les orangs outans
- le tigre
- les chasseurs
- la mère de Will (premiers chapitres)
- docteur Géraldine
- les grands-parents de Will

## Résumé
Le narrateur du roman est Will, un écolier anglais âgé de neuf ans. Lorsque son père est tué en Irak en 2004, ses grands-parents paternels offrent à leur belle-fille et à leur petit-fils un voyage en Indonésie. Quelques jours après leur arrivée, le tsunami du 26 décembre 2004 emporte tout sur son passage et provoque la mort de la mère de Will ainsi que celle de milliers de gens. Will est sauvé de la vague meurtrière par une éléphante, Oona (chapitres 1 et 2).
Will va parcourir un périple à l'intérieur des terres, dans la jungle et la forêt vierge, se nourrissant principalement de fruits. Il rencontre divers animaux, dont des serpents et un tigre, et surtout un clan d'orangs-outans dont il va devenir l’ami. Vivant intégralement nu, il devient un « enfant de la jungle » (chapitres 3 à 5).
Sa vie va basculer lorsque des chasseurs dirigés par le sinistre M. Anthony tuent le tigre et capturent les orangs-outans, tandis qu'Oona parvient à prendre la fuite. Will est capturé et placé dans une cage. Le chef des bandits envisage de le vendre à un cirque (chapitre 6).
Avec l’aide de Kaya, un Indonésien qui craint que les chasseurs ne tuent Will, ce dernier s'échappe de sa cage avec les trois orangs-outans qu'il a prénommés Tonk, Bart et Charlie. Après bien des recherches, Will retrouve Oona. Avec l'éléphante, les trois orangs-outans et un autre ourang-outan que Will surnomme « l'Autre », ils vont rencontrer un ours et revivre d'intenses moments d'amitié (chapitres 7 et 8).
Will est recueilli par une femme vétérinaire, le docteur Géraldine, qui dirige un « orphelinat pour animaux ». La jeune femme révèle à Will qu'elle avait reçu quelques mois auparavant la visite de ses grands-parents, qui ont toujours pensé qu’il était vivant et qui avaient parcouru la région pour tenter de le retrouver. Elle s'empresse de les contacter en Grande-Bretagne. Ils se rendent en Indonésie pour récupérer Will. Néanmoins ce dernier estime que sa vie se trouve en Indonésie avec ses nouveaux amis : il n'a aucune envie de retourner en Grande-Bretagne où, à l'exception de ses grands-parents, personne ne l'attend et où il ne projette pas de vivre. Face à sa résolution, les grands-parents vendent leur ferme et s'installent aux côtés de Will en Indonésie (chapitres 9 et 10).
Dans un post-scriptum de quatre pages, le grand-père de Will informe le lecteur que le narrateur n’est pas Will mais lui-même, et que c'est en plein accord avec Will qu'il a raconté les aventures de son petit-fils.

## Autour du roman
- Dans la postface de son roman, l'auteur indique qu'il a été influencé par une nouvelle de Rudyard Kipling, L'Enfant d'éléphant, tirée du recueil Histoires comme ça paru en 1902. Il dit aussi qu'il a été influencé par Le Livre de la jungle, du même Kipling.
- Le poème Le Tigre, de William Blake, est cité à plusieurs reprises dans le roman.

## Photographies

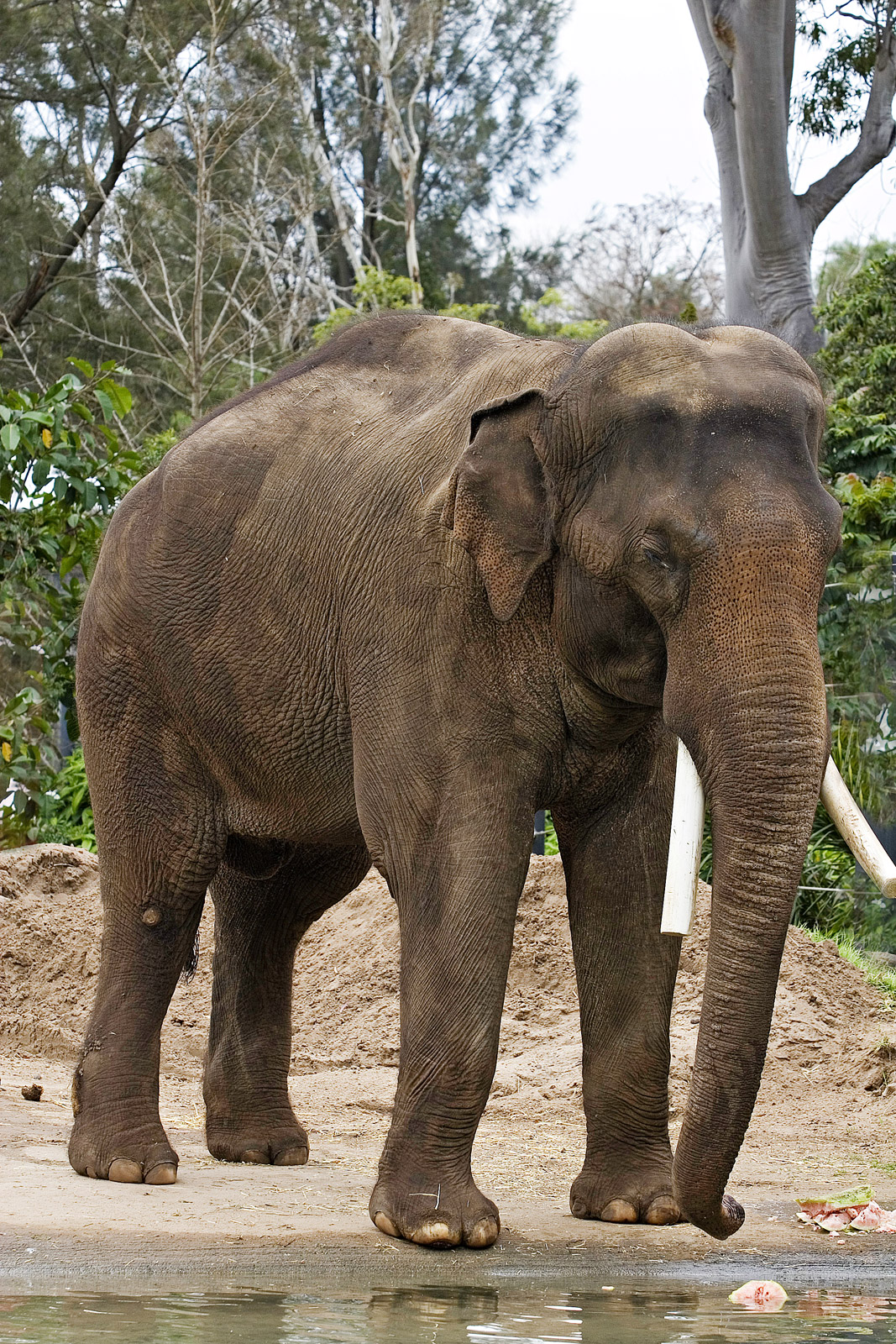
Un éléphant d'Asie.
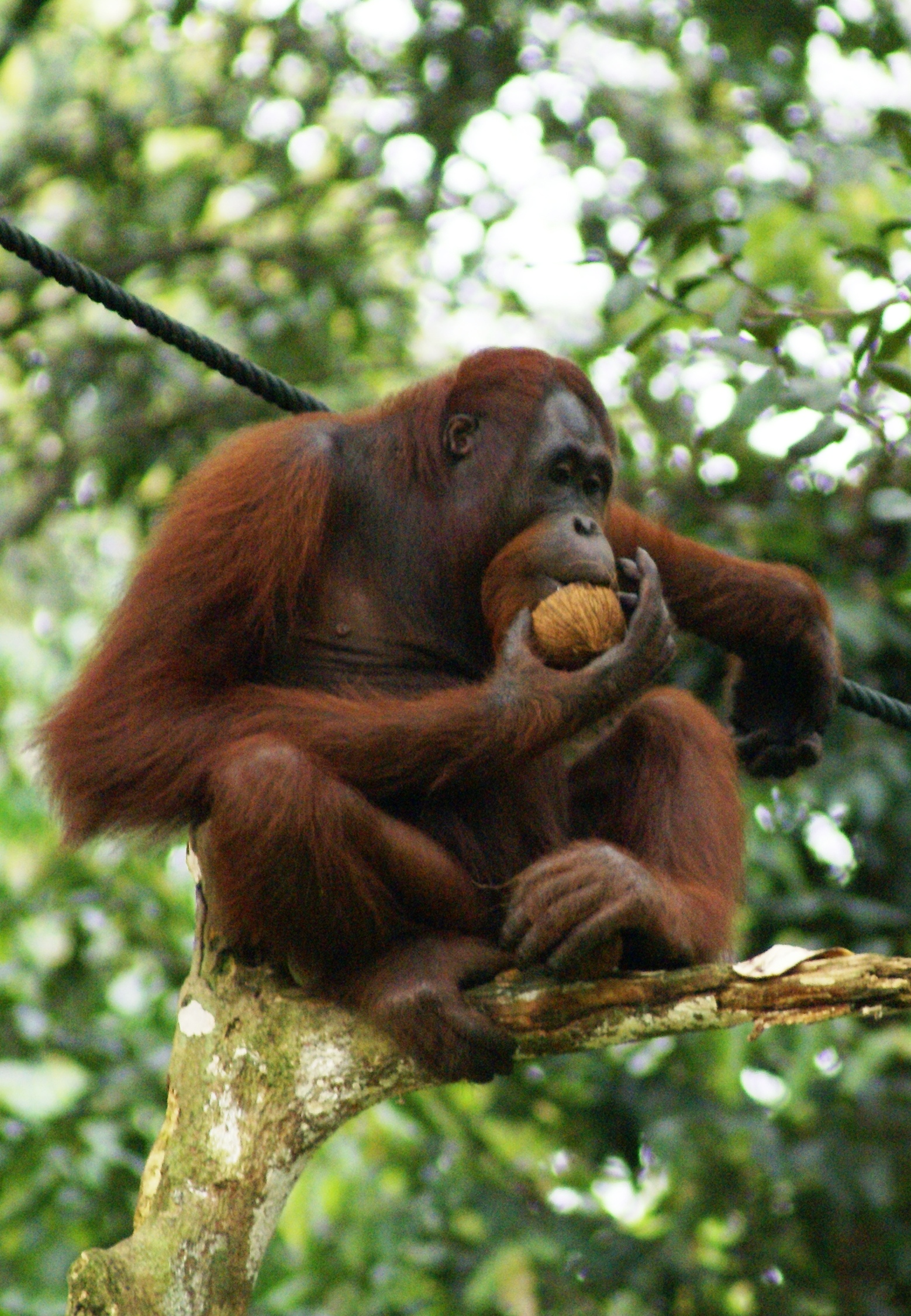
Orang-outan mangeant une noix de coco.
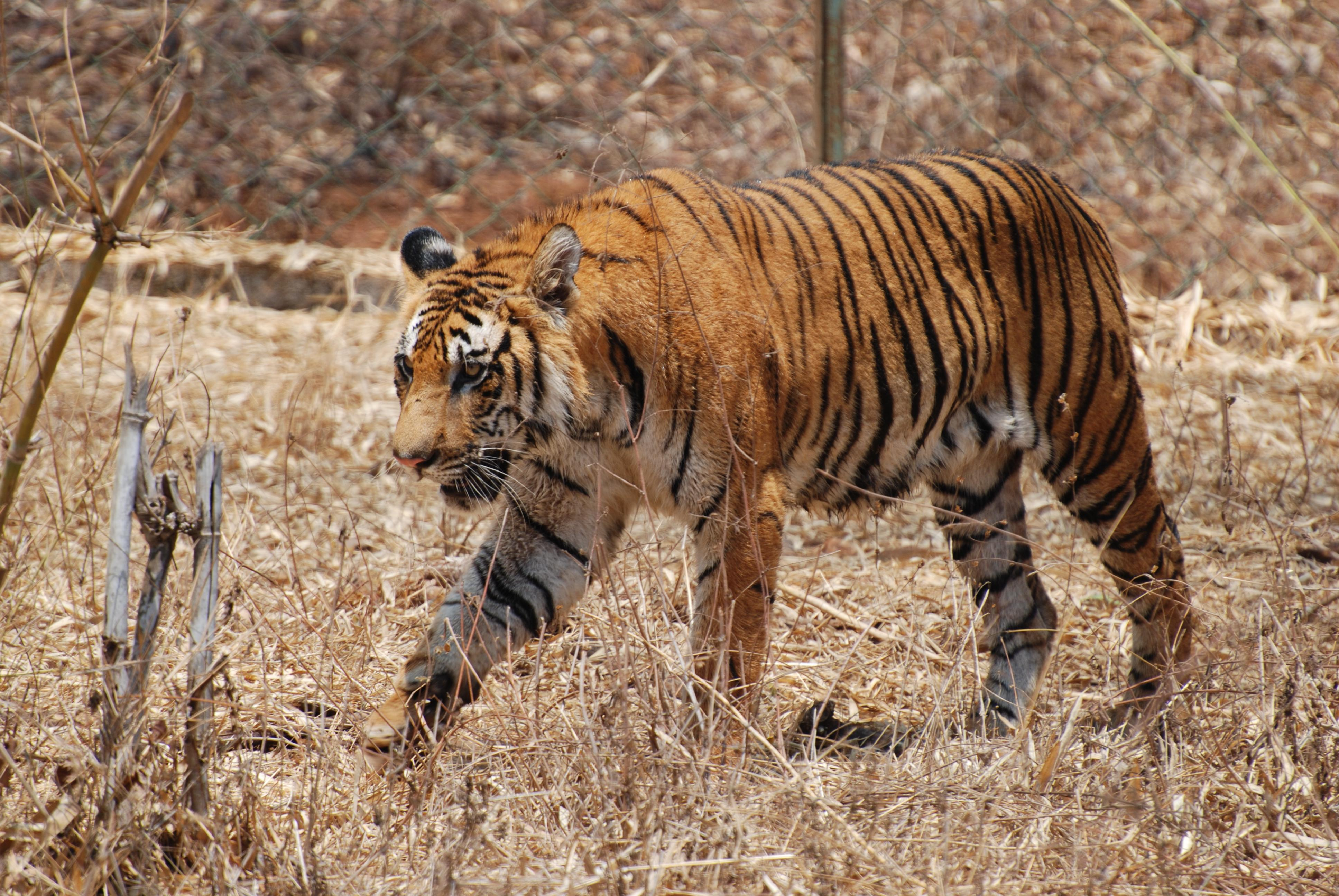
Un tigre du Bengale.